# コタコタ動物保護区
コタコタ動物保護区（Nkhotakota Game Reserve）は、マラウイの保護区の1つであり、コタコタ県に設置されている。マラウイ国内の保護区の中で最も歴史が古く、また国内の保護区としては最も大きく1750km²の面積を持つ。
ロンリープラネットによれば、コタコタ動物保護区はゾウの重要な生息地である。そのほか、数種のレイヨウ、アフリカスイギュウ、ヒョウなどの生息地にもなっている。また、この保護区には数本の大きな川が流れている。